# Sharp MZ 2000
Sharp MZ 2000 (MZ 2000) је био професионални рачунар фирме Шарп (Sharp) који је почео да се производи у Јапану од 1982. године.
Користио је Zilog Z80 A као микропроцесор. RAM меморија рачунара је имала капацитет од 64 KB.

## Детаљни подаци
Детаљнији подаци о рачунару MZ 2000 су дати у табели испод.
|                       |                                                             |
| 2000                  |                                                             |
| Произвођач            | Шарп                                                        |
| Тип                   | професионални рачунар                                       |
| Меморија              | 64 KB                                                       |
| Поријекло             | Јапан                                                       |
| Година                | 1982                                                        |
| Тастатура             | тастатура са пуним помаком тастера са нумеричком тастатуром |
| Процесор              |                                                             |
| Фреквенција процесора | 4                                                           |
| RAM                   | 64 KB                                                       |
| ROM                   | 2 KB                                                        |
| Текст                 | 40 X 25 / 80 x 25                                           |
| Графика               | 320 x 200 / 640 X 200                                       |
| Боја                  | 8                                                           |
| Звук                  | један канал                                                 |
| Димензије             | непознато                                                   |
| Портови               |                                                             |
| Оперативни систем     | непознато                                                   |